# Abd al-Rahman Munif
ʿAbd al-Rahmān al-Munīf (in arabo ﻋﺒﺪ ﺍﻟﺮﺤﻤﺎﻥ المنيف‎?) (Amman, 29 maggio 1933 – Damasco, 24 gennaio 2004) è stato uno scrittore giordano.
Nato da padre saudita e da madre irachena, ottenne un dottorato di economia all'Università di Belgrado,  specializzandosi nei problemi dello sviluppo e in Economia. Dal 1973 si dedicò alla letteratura, e nel 1992 gli fu assegnato il premio al-Uways, uno dei principali riconoscimenti letterari del mondo arabo. 
Nei suoi romanzi cerca di analizzare i cambiamenti sociali economici e politici nei paesi arabi. Come intellettuale denunciò il dispotismo diffuso nei regimi arabi. A causa di queste sue posizioni gli fu tolta la cittadinanza saudita e venne inoltre tenuto per molti anni in carcere in Iraq per la sua opposizione alla guerra contro l'Iran. 
Trasferitosi in Francia, scrisse il  romanzo All'est del Mediterraneo.  Nel 1994 si trasferì quindi in Siria dove morì dieci anni più tardi, nel gennaio del 2004.
Mentre le sue opere non sono mai state particolarmente lette in Occidente, nel Vicino Oriente sono invece accolte con grande interesse e, per quanto criticamente, sono estremamente popolari.
Città di sale (Mudun al-Milh) è stato descritto da Edward Said come "il solo serio lavoro di fiction che abbia provato a mostrare gli effetti del petrolio, degli Statunitensi e dell'oligarchia locale in un Paese del Golfo". Dama

## Opere

### Romanzi
- All'est del Mediterraneo (trad. di Monica Ruocco, Roma, Jouvence, 1993)
- Gli alberi e l'assassinio di Marzuq
- Un mondo senza mappe
- Storia di una città
- Città di sale (5 tomi) (trad. it. parziale, Baldini e Castoldi, Milano 2007
- La terra dell'oscurità (3 tomi)
- Le fini
- Corsa delle lunghe distanze